# Géologie du Cameroun

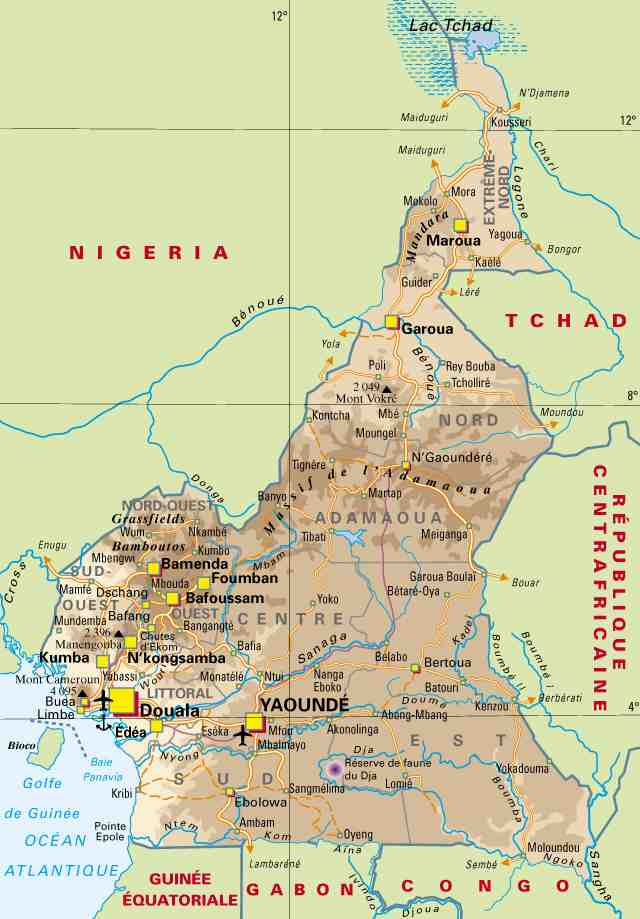
Carte géographique du Cameroun. Les reliefs marqués à l'ouest sont liés à un volcanisme récent.

Le Cameroun se situe en Afrique centrale, le pays présente des paysages variés avec une zone de forêt primaire équatoriale dans le Sud, évoluant vers une zone de savane arborée puis de sahel à l'extrême nord. Le pays est traversé par une zone montagneuse dans l'Ouest et au centre.
La géologie du Cameroun se caractérise par la prédominance de terrains précambriens, avec de forts contrastes pétrographiques et structurels répartis sur quatre ensembles géologiques majeurs :
- un craton ancien (Archéen et Paléoprotérozoïque) et sa couverture protérozoïque à l’extrême sud ;
- des dépôts sédimentaires et des granitoïdes néoprotérozoïques déformés et métamorphisés durant l'orogenèse panafricaine, occupant la majeure partie du pays, traversé par deux cisaillements majeurs :
  - le cisaillement centre-camerounais (CCC),
  - la faille de Sanaga (SF) ;
- des dépôts sédimentaires d'extension très localisée d'âge paléozoïque, crétacés à quaternaires ;
- la ligne du Cameroun, une structure majeure orientée N30°E, soulignée par un volcanisme actif depuis 40 Ma formant une ligne d'édifices volcaniques allant du golfe de Guinée jusqu'au lac Tchad.

## Craton archéen et paléoprotérozoïque
Le craton archéen présent au Cameroun correspond à la bordure affleurante nord du craton du Congo. Cet ensemble se rencontre sur toute la bordure sud du pays, sur une bande 50 à 150 km environ au nord de la frontière de la Guinée équatoriale, du Gabon et du Congo.
Le craton archéen et protérozoïque affleurant au sud-ouest est constitué par un seul ensemble appelé groupe du Ntem. Il se divise en trois unités : l’Unité du Nyong, l’Unité du Ntem et l’Unité de l’Ayina.

### L’Unité du Ntem (Archéen)

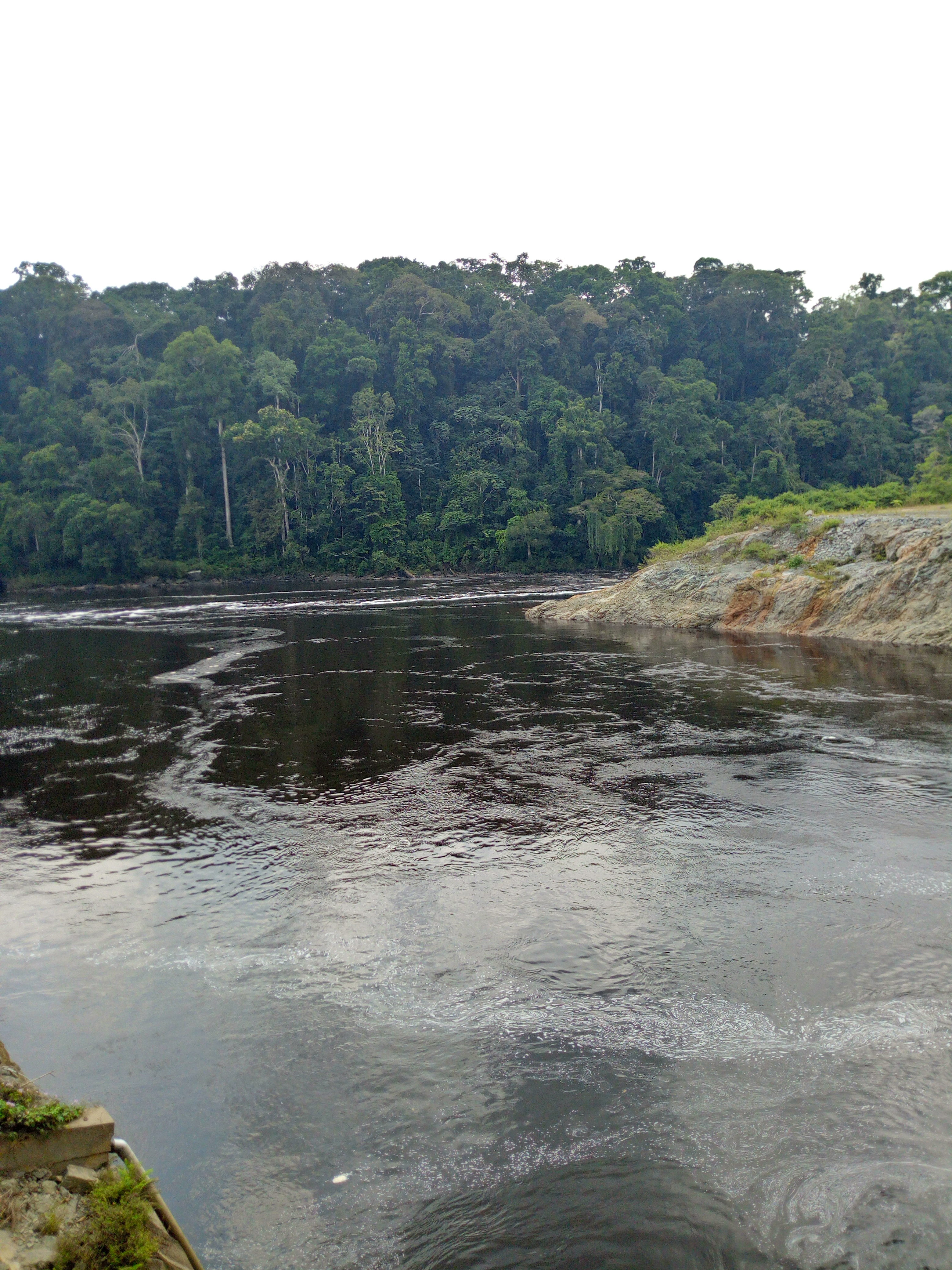
Le fleuve Ntem dans le Sud du Cameroun qui a donné son nom à l'Unité de Ntem.

L’Unité du Ntem occupe la plus grande surface du craton, elle est chevauchée à l'Ouest par l'unité déformée du Nyong. Elle est constituée de ceintures de roches vertes, métabasites, BIF et d'autres métasédiments, gneiss de faciès granulite et granitoïdes archéens.
Cette unité comprend les roches les plus anciennes du Cameroun, il s'agit d’éléments résiduels d'une protocroute datée entre -3,1 et -3,6 Ga (Paléoarchéen à la base du Mésoarchéen). Dans ce premier encaissant, un bassin sédimentaire se met en place vers -3 Ga (base du Mésoarchéen) qui se manifeste par une première ceinture de roches vertes : celle de Lolodorf-Ngomezap. Cette ceinture ancienne est constituée de roches volcaniques basiques mises en place sous forme de sills dans d'anciens sédiments (grès ferrifères et argilites). Ces roches ont été métamorphisées pour donner des orthoamphibolites à grenats, clino et orthopyroxènes (métabasite), des quartzites, BIF et paragneiss (métasédiments) et quelques orthogneiss.
Au Mésoarchéen, une phase d'intrusions de TTG (Tonalite-Trondjhémite-Granodiorite) ainsi que des charnokites est daté à -2,9 Ga.
Au Néoarchéen, se met en place la Série Rubanée, daté à -2,6 Ga (dernière phase de l’orogenèse libérienne). La Série Rubanée est principalement constituée d'intrusion de charnockite gneissifiée et de gneiss à silicates d'alumine. Les charnokites sont des granitoïdes à orthopyroxènes mis en place en contexte granulitique qui présente au Cameroun des quartz bleutés caractéristiques.
À cette même période (-2,6 Ga), se mettent en place des tonalites (Tonalite de Soo) et des granites calco-alcalins potassiques.
Cette unité présente un fort degré de métamorphisme mais est faiblement déformée par une foliation libérienne N130°E.

### L’Unité du Nyong (Archéen à Paléoprotérozoïque)

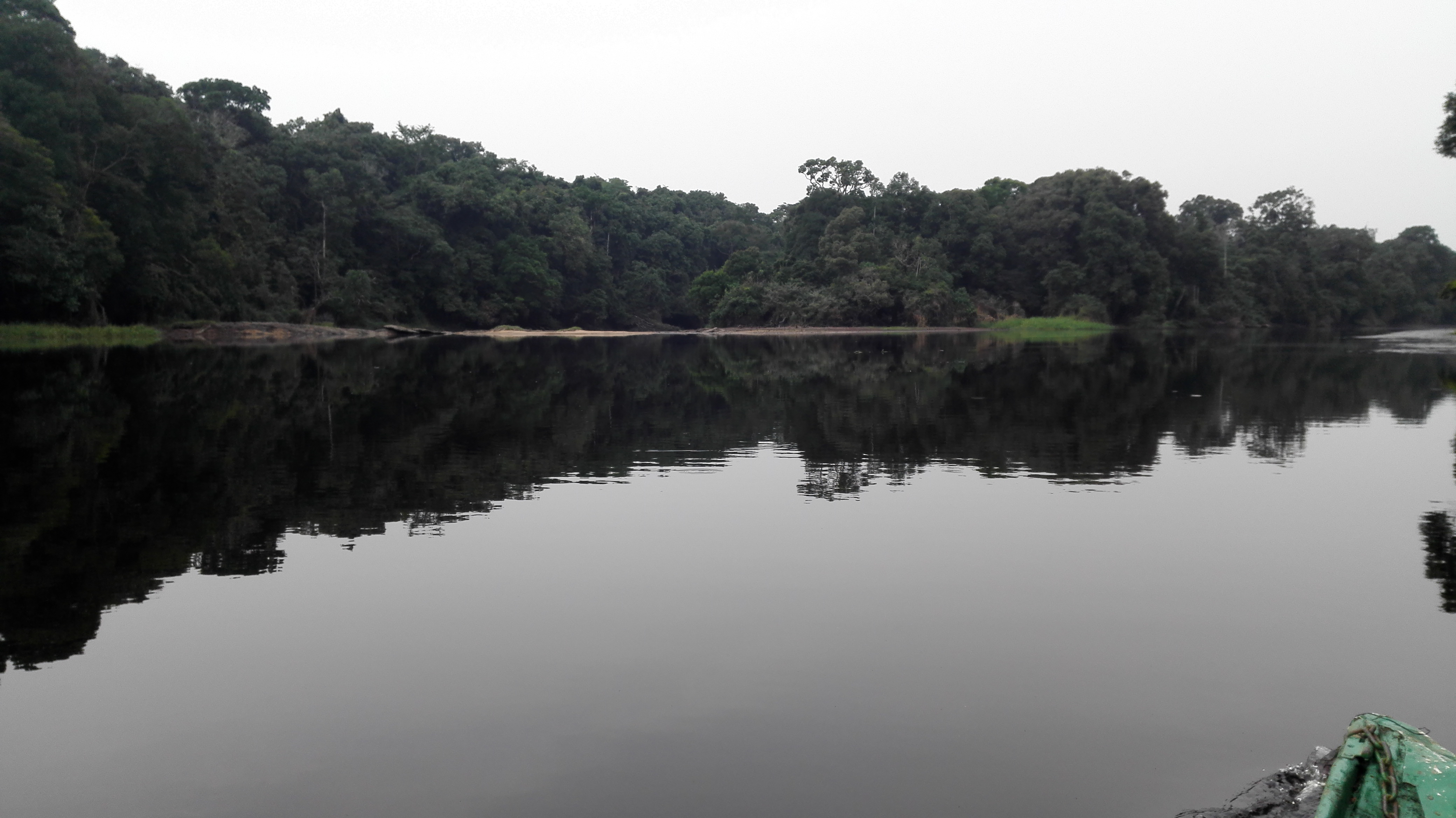
Le fleuve Nyong a donné son nom à l'unité géologique sur lequel il coule dans sa partie amont.

L’Unité du Nyong est la partie nord-ouest du craton d'âge paléoprotérozoïque, cette unité est définie par son niveau de déformation : c'est la partie affecté par la déformation panafricaine sur la bordure ouest du craton. Toutefois, compte tenu que l'Unité du Nyong est affectée par les orogenèses ultérieures, on ne peut parle de craton au sens strict.
Cette unité a été très déformée et mylonitisée dans un contexte de haute pression, lors de plusieurs phases tectoniques majeures :
- la première libérienne à structures Est-Ouest (D1)[4] ;
- la deuxième éburnéenne daté à -2 Ga, à foliation N40°E[note 1] et cisaillements senestres verticaux (D2)[4],[5],[6] ;
- puis l'orogène panafricain[7],[8].

Cette unité très souvent mylonitisée est composée de :
- ceinture de roches vertes (amphibolites) identique à l'Unité de Ntem avec en plus, la présence d'ultrabasites retromorphosés en serpentinite et chloritoschistes à amphiboles ;
- métasédiments paléoprotérozoïques (gneiss éburnéens).

### L'Unité de l’Ayina (Archéen à Paléoprotérozoïque)
L’Unité de l’Ayina est la partie Est du craton en contact avec la couverture. Elle est composée de roches identiques à l'Unité du Ntem mais avec une passe de déformation N-E plus postérieure aux cycles libériens (éburnéen) orienté N40°E avec des couloirs mylonitiques N50°E. La Série de Mbalam associée à cette unité constitue sans doute un sillon paléoprotérozoïque mis en place : il s'agit d'une série volcano-sédimentaire gneissifiée à l'Éburnéen. Des granodiorites associées sont datées de -2 à 2,1 Ga.

### Intrusions tardives affectant le craton du groupe du Ntem
Le craton archéen est recoupé par des intrusions paléoprotérozoïques de syénites (dont le massif de syénite de Lolodorf daté à -2,4 Ga).
Deux phases d'intrusions basiques à ultrabasiques tardives recoupent également le craton : 
- Une première datée à -2 Ga recoupant l'Unité du Ntem. Elle est constituée de filons de dolérites et gabbro, probablement associés aux peridotites d'Abiété et de Méka'a, et en relation avec l'ouverture du bassin du Nyong au Paléoprotérozoïque.
- Une deuxième datée à -1 Ga recoupant principalement l'Unité du Nyong, en relation avec l'ouverture du bassin de Yaoundé au Néoprotérozoïque, avant le cycle panafricain.

## Couverture ancienne du craton (Protérozoïque)
Une couverture ancienne repose en discordance sur le craton ancien ; elle n'affleure qu'à l'extreme Sud-Est du pays. Cette couverture se subdivise en quatre séries :
- La Ride de Lobéké est composée de quartzites, des quartzo-phyllades et des sericitoshistes éburnens (soit au Paléoprotérozoique vers -2,1 et 2,2 Ga). Des granodiorites éburnéennes sont intrusives dans les méta-sédiments.
- La Série du Dja inférieur, très représentée à l'affleurement, est composée de sédiments paléoprotérozoiques postérieurs à la phase de déformation éburnéenne. Il s'agit d'arkoses, de conglomérats, puis des dépôts évoluant en sommet de série vers un pôle grèso-pelitique à niveaux riches en matière organique. Ces dépôts sont associés à un volcanisme basique, probablement syn-dépôt, constitué par des dykes et sills de dolérites, et des pillow lavas datés à -2 Ga.
- Des dépôts glaciogénétiques rattachés au Cryogenien (Néoprotérozoïque vers 850-650 Ma) et reposant en discordance sur la Série du Dja inférieur. Trois formations de tillites constituent cette série :
  1. Tillite de Bela-Libongo (frontière avec la Centrafrique) ;
  2. Tillite de Moloundou (frontière avec le Congo) ;
  3. Tillite du Boulou.
- La Série du Dja supérieur ou Carbonates du Dja supérieur affleurent en discordance sur le craton et la Série du Dja inférieur à Mintom. Cette série est composés de calcaires et de schistes-calcaires déposée au Néoprotérozoïque vers -650 à -540 Ma.

Cette couverture est déformée au Nord et au centre durant le cycle panafricain, par la mise en place de la Nappe de Yaoundé. La partie Ouest reste peu déformée, tandis que dans la partie Sud et Est apparait une schistosité vers la Ride de Lobéké; cette déformation panafricaine est liée à une structure mise en place au Congo.

## Formations liées à l'orogenèse panafricaine

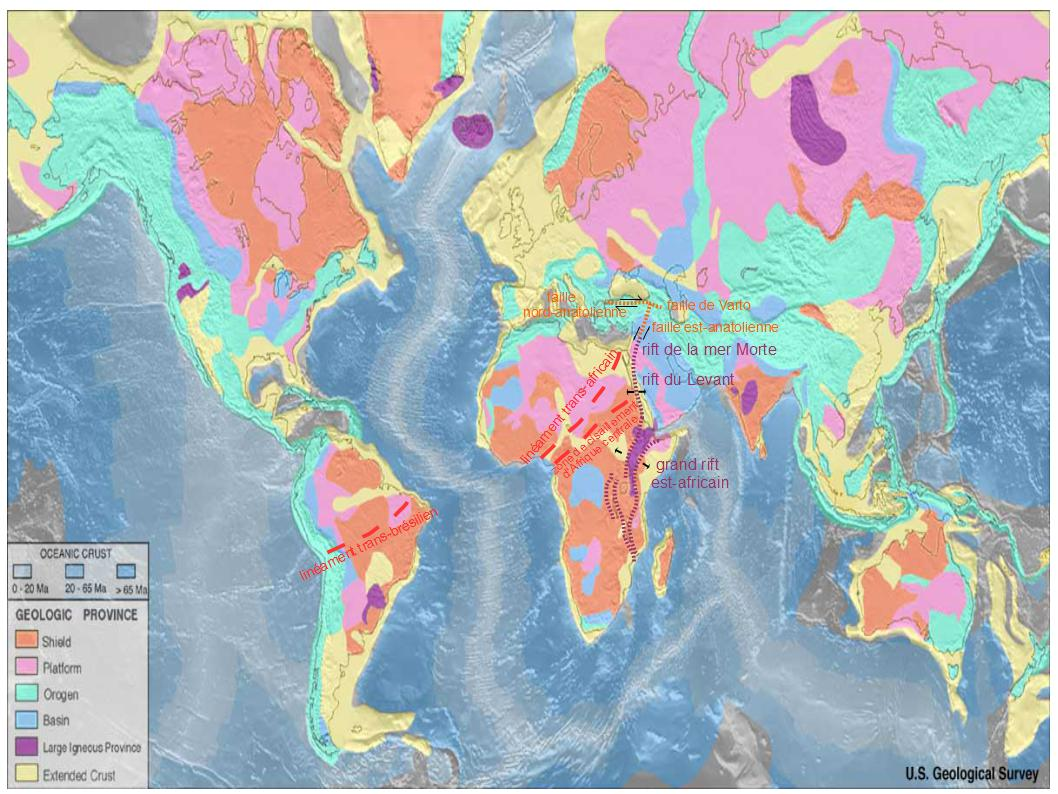
La zone de cisaillement d'Afrique centrale est une structure majeure qui se poursuivrait jusque dans le golfe d'Aden et prolongerait la faille de Pernambuco (composante du linéament trans-brésilien) dans le NE du Brésil. Ces structures rappellent que l'orogenèse brésilienne constitue une phase locale de l'orogenèse panafricaine.

Les formations meta-sédimentaires et les granitoïdes mis en place et déformés durant le cycle panafricain affleurent dans la majeure partie du pays.

### Géodynamique et structures majeures
Le craton stable depuis l'Éburnéen s'est démantelé au Néoprotérozoïque en rift, bassin intracontinental de grande taille, bassin de zone de subduction où se sont mis en place des dépôts volcano-sédimentaires associés à un magmatisme très varié. Très localement des péridotites sont mentionnées, évoquant un reliquat d'une possible suture océanique ou un écaillage profond du manteau au niveau d'une croute amincie. Des reliquats de cratons inclus dans des lambeaux de cisaillement affleurent dans la région de Poli.
Une phase de déformation néoprotérozoïque a conduit à la formation d'une chaîne de montagne qui a déformé et métamorphisé les formations. Les restes de cette chaine de montagne, observables au Cameroun correspondent à la chaine des Oubanguides parfois appelée chaine Nord-Équatoriale. Il s'agit d'une chaine de collision importante, des nappes ont recouvert le craton du Congo au sud et le craton de l'Adamaoua-Yadé au Nord. L'érosion a partiellement démantelé ces nappes et fait affleurer les cratons, qui se prolongent sous la racine de la chaine érodée.
Le Cameroun est traversé par deux anciens couloirs de cisaillements majeurs dextres :
- CCC : Cisaillement Centre Camerounais appartenant à la zone de cisaillement d'Afrique centrale ;
- SF : Faille de Sanaga.

Ces cisaillements majeurs sont marqués par de larges bandes mylonitisées. Il s’agit d’anciennes structures d’échelle continentale orientées SO-NE qui parcouraient la Pangée et la chaîne des Oubanguides du Brésil au golfe d’Aden en passant par l’Afrique centrale avant l’éclatement de la Pangée.
Le métamorphisme et l'anatexie est daté vers 600 Ma (Néoprotérozoïque terminal) environ dans le secteur camerounais de la chaine.

### Dépôts et métamorphisme

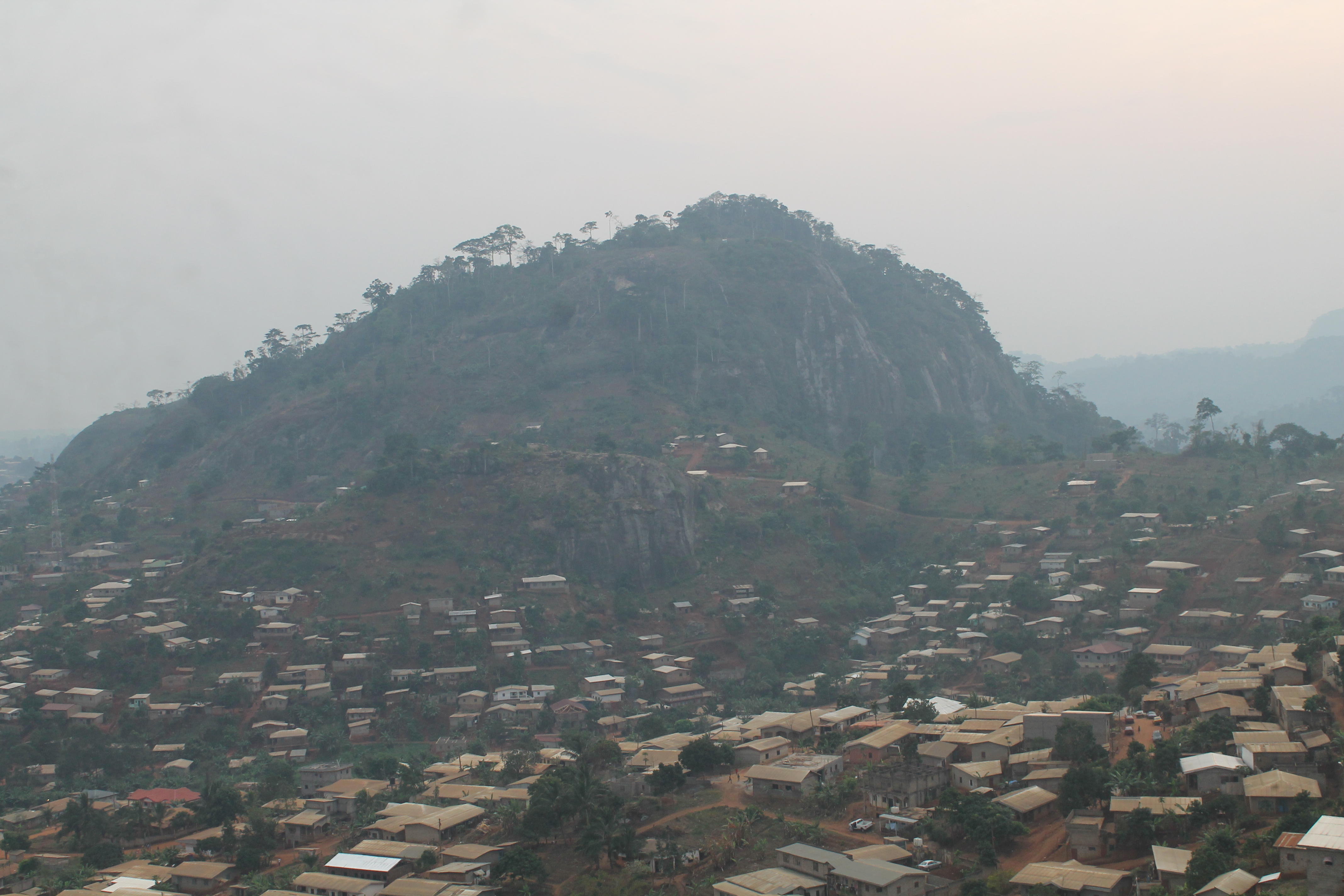
Le mont Mvog Bétsi, est l'un des pains de sucre autour de la ville de Yaoundé composés de gneiss à grenats : Les gneiss de la Série de Yaoundé appartiennent au cycle panafricain.

L'interprétation et la subdivision des ensembles a évolué, un ancien concept définissait un "socle remobilisé", un "complexe de base" regroupant des granitoïdes, migmatites et gneiss et une "série intermédiaire" composée de schiste et micaschistes ; ces définitions, principalement basées sur la lithologie sont obsolètes. Ce regroupement a été remplacé par une unité structurale géographique définie comme des séries associant des roches liées à un même contexte géodynamique, indépendamment de leur degré de métamorphisme et de déformation.
5 unités sont définies, toutes d'âge néoprotérozoïque (les trois premières appartiennent à un même ensemble) :
- Série de Yaoundé, située au centre du pays, au Nord de la ville de Yaoundé.
- Série AMB (Ayos-Mbalmayo-Bengbis), située au centre-Sud du Cameroun, correspondant à un même ensemble sédimentaire que la Série de Yaoundé.
- Série de Yokadouma, située au Sud-Est du Cameroun, correspondant à une méga-écaille à la base de Série de Yaoundé.
- Série de Lom, située à l'Est du Caperoun, au contexte distinct des trois premières séries.
- Série de Poli, située au Nord du Cameroun, très différente des séries précédentes.

Un tableau récapitulatif reprend les détails de ces séries :
| Nom de l'unité     | Situation au Cameroun | Protolithe                                                                                                  | Pétrographie observée | Faciès métamorphique     | Magmatisme syn-sédimentaire associé (pré-tectonique)           | Contexte géodynamique des dépôts                                                        |
| ------------------ | --------------------- | --- | --- | ------------------------ | -------------------------------------------------------------- | --------------------------------------------------------------------------------------- |
| Série de Yaoundé   | Centre                | Bassin sédimentaire très varié                                                                              | Micaschistes à biotite, muscovite, grenat, disthène, staurotide ; quartzite à micas (aux Sud de la Faille de Sanaga). Gneiss à deux micas et migmatite très répandus.         | Amphibolite et granulite |                                                                |                                                                                         |
| Série AMB          | Centre-Sud            | Argiles et grès légèrement carbonatés                                                                       | Schistes et quartzites | Schistes verts           | Magmatisme alcalin de faible ampleur                           | Bassin intracontinental                                                                 |
| Série de Yokadouma | Sud-Est               | Argiles et grès                                                                                             | Schistes et quartzites | Schistes verts           | Magmatisme tholéïtique                                         | Rift continental (croute amincie)                                                       |
| Série de Lom       | Est                   | Argile et grès, volcanites et roche détritique d'origine volcanique, localement riche en matière organique. | Méta-sédiments : schistes volcano-sédimentaires à graphite ; quartzites ; micaschistes ; orthogneiss probablement panafricain, séparé des méta-sédiments la Faille de Sanaga. | Épizone-mésozone         |                                                                |                                                                                         |
| Série de Poli      | Nord                  | Argile, volcanites et roche détritique d'origine volcanique.                                                | Méta-sédiments volcano-sédimentaires : schistes volcano-sédimentaires ; micaschistes ; paragneiss                                                                             | Épizone-mésozone         | Intrusions basiques, intrusions intermédiaires calco-alcalines | Convergence de plaques : bassin en subduction aux abords du craton de l'Adamaoua-Yadé). |

### Magmatisme syn- et post-orogénique
Les massifs de granitoïdes panafricains syn-orogénique et post-orogénique sont très représentés à l'affleurement. Les types de granitoïdes sont très variés, les granites calco-alcalins à biotite et amphiboles prédominent, avec les granites alcalins et des syénites. Ils sont datés entre -630 Ma (Néoprotérozoïque III) et -510 Ma (fin du Cambrien, au Paléozoïque).
La Série de Poli présente spécifiquement un magmatisme syn-tectonique peralumineux et un magmatique post-tectonique alcalin.

## Bassins sédimentaires paléozoïques
Deux occurrences de dépôts sédimentaires volcano-sédimentaires azoïques sont mentionnés dans la région de Poli (Formation de Home) et à la frontière du Tchad (Formation de Mangbei).

## Bassins sédimentaires crétacés à quaternaires
L'ouverture de l'océan Atlantique Sud a induit un système de rift en Afrique de l'Ouest et en Afrique centrale au Crétacé, créant une extension Nord-Sud dans la région, accompagné d'un magmatisme alcalin associé aux dépôts sédimentaires. Des dépôts restreints du Crétacé, Tertiaire et Quaternaire affleurent à la faveur de bassins localisés :
- Au sud du Cameroun : trois bassins côtiers datant de la base du Crétacé inf. jusqu'au Quaternaire. Ces bassins renferment des dépôts presque exclusivement marins[12] :
  - le Bassin du Rio del Rey (Cameroun-Nigéria) et le Bassin de Doula séparés par la Ligne du Cameroun ;
  - le Bassin de Kribi-Campo (Cameroun-Guinée Equatoriale).

- Au Nord-Ouest du pays, le Rift de Benoué à cheval entre le Nigeria et le Cameroun, se prolonge vers Garoua. Il a permis l'accumulation de dépôt de l'Aptien supérieur jusqu'au Turonien[12].
- Au Centre-Nord et au Nord, les bassins se composent de dépôts continentaux fluvio-lacustres à palustres composés essentiellement de conglomérats et de grès[12]. À l’extrême Nord du Cameroun le grand Bassin de Logogne Birni (aussi appelé Bassin du Paléo-Tchad), enregistre des dépôts du Crétacé inférieur au Quaternaire[12]. Il est accompagné de bassins satellites, parfois très petits, avec des dépôts moins étendus dans le temps (Berriasien à Barrémien inf.) : Babouri-Figuil, Mayo Oulo-Léré, Hama-Koussou, Koum (Mayo Rey), Kontcha, Baouan et La Vina et le bassin allongé de Djérem-Béré[12].

## Ligne du Cameroun

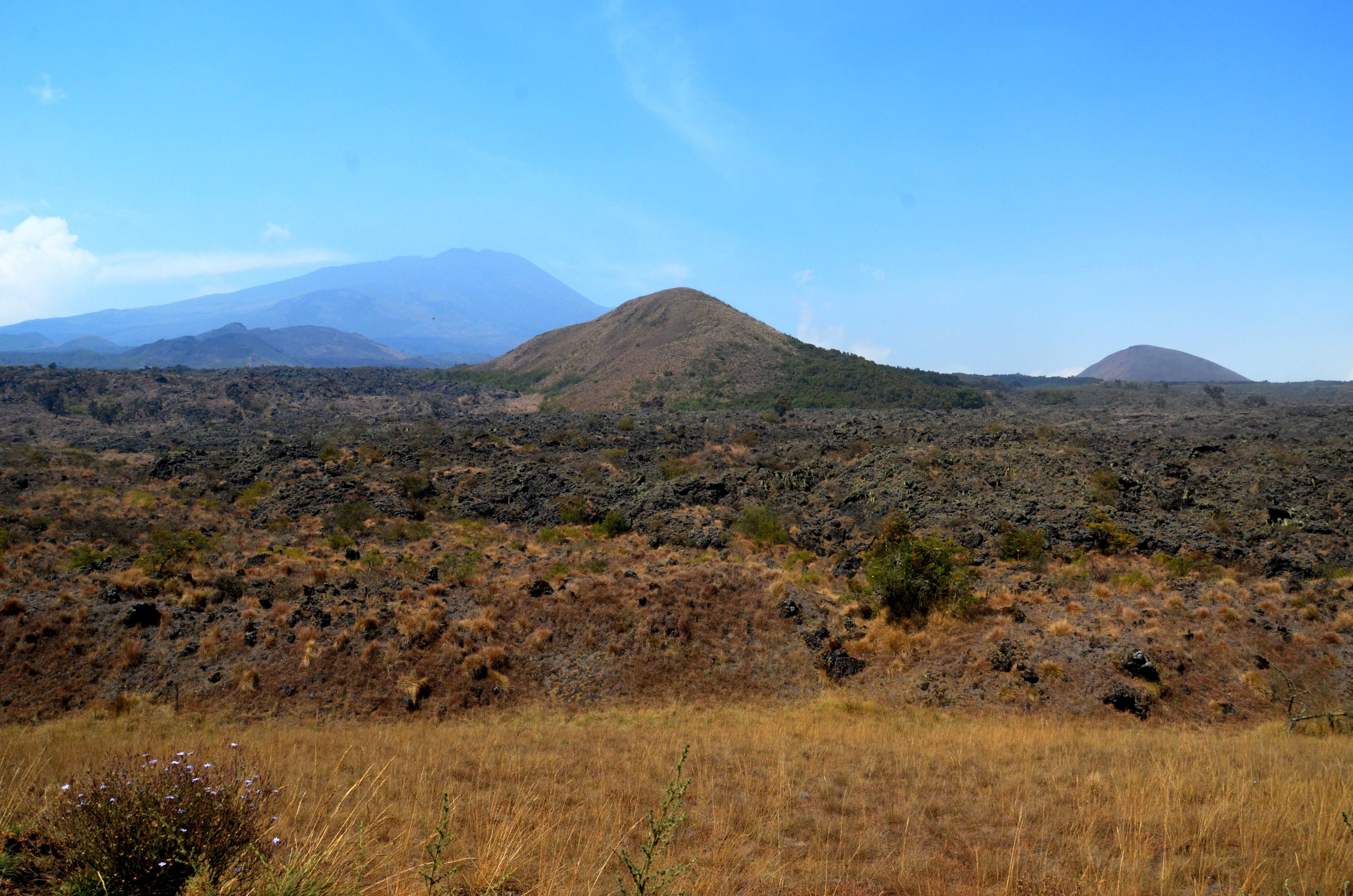
Le mont Cameroun est un volcan actif de la Ligne du Cameroun.

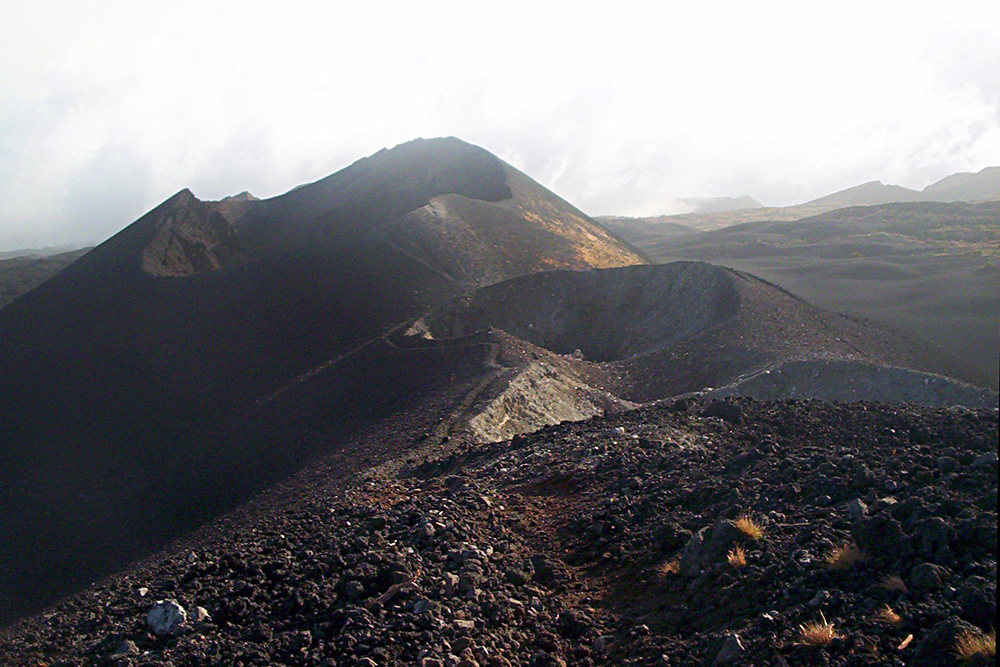
Les cratères du sommet du mont Cameroun.

### Géométrie
Des épanchements volcaniques affleurent largement dans l'ouest et le centre du Pays. Ce volcanisme s'étend du golfe de Guinée en mer, parcourt le sud-ouest du Cameroun, le plateau volcanique de l'Adamaoua dans le centre du pays, jusqu'au lac Tchad selon une orientation N30°E.
En mer cette ligne volcanique est marquée par une ligne d’iles et de hauts-fonds volcaniques (du Nord au Sud) :
- île de Bioko (Guinée équatoriale) ;
- haut-fond de Santarém-Escobar ;
- île de Principe (Sao Tomé et Principe) ;
- île de Sao Tomé (Sao Tomé et Principe) ;
- petite île d'Annobon (Guinée équatoriale).

### Âge et lithologie
Des intrusions magmatiques d'origine mantellique variées : granite, diorite, syénite, gabbro ont commencé leur mise en place au Crétacé supérieur (73 Ma). Ces magmas alcalins et hyper-alcalins ont été associés à un volcanisme, de même chimie, observé à partir du Bartonien (40 Ma), l'activité volcanique est toujours présente.

### Contexte géodynamique
Une soixantaine de complexes anorogéniques sont alignés parallélement au fossé de la Bénoué. Ce volcanisme serait lié à la réactivation d'anciennes structures panafricaines en extension (rifting), ou transtension dans un contexte faisant débat : l'alignement des volcans a fait penser un temps qu'il pourrait s'agir de la trace d'un point chaud mais l'alignement n'est pas dans un ordre chronologique. La Ligne du Cameroun est plutôt semblable à la chaîne des Puys, en France.

### Le Mont Cameroun

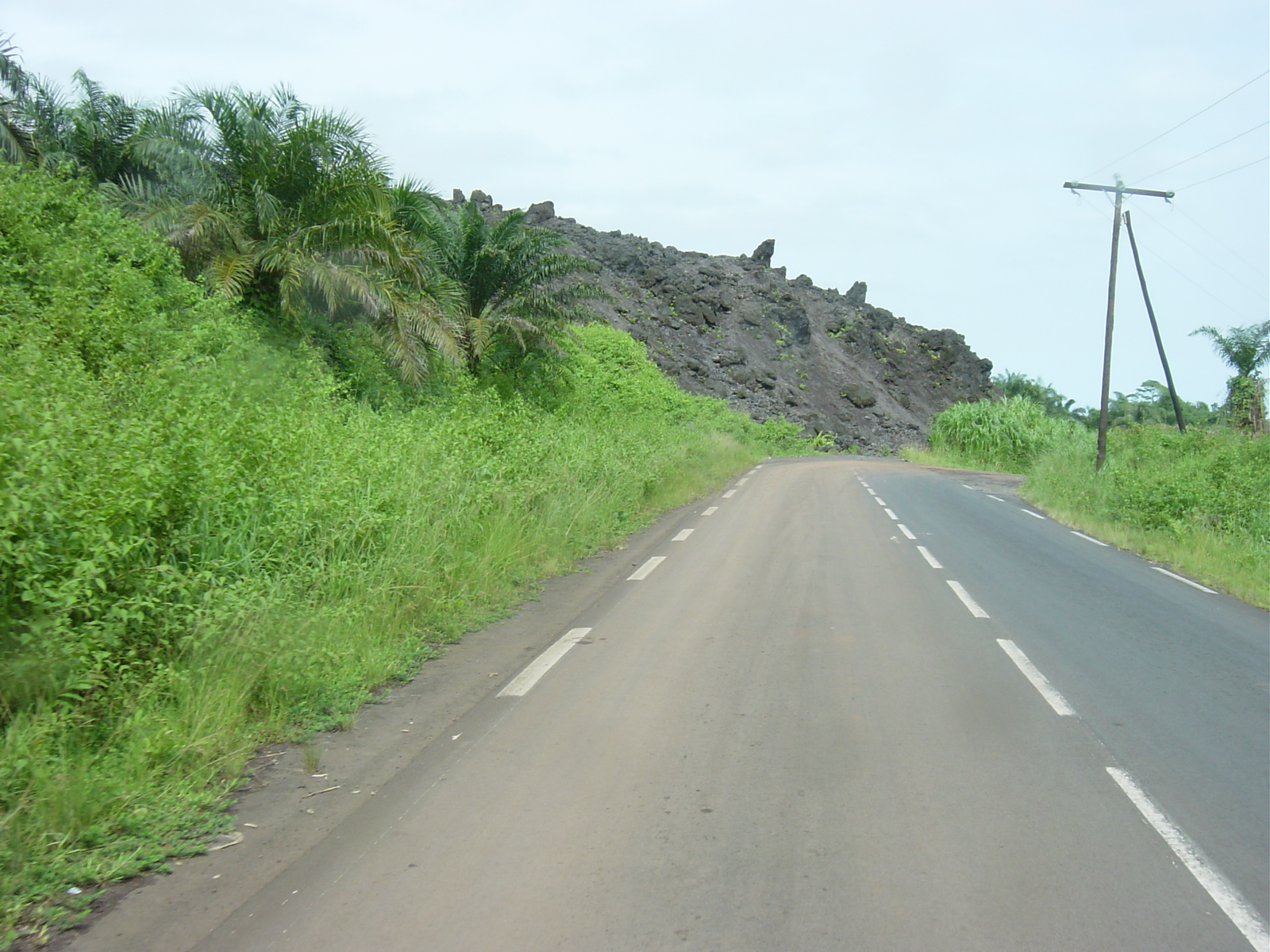
Route barrée par une coulée de lave de l'éruption du mont Cameroun de 1999.

Le mont Cameroun est un des plus grands stratovolcans africains culminant à 4 070 m et le seul volcan actif de la Ligne du Cameroun. Il est composé de laves basaltiques à trachy-basaltiques, telles des océanites, des hawaiites, des trachytes ainsi que des laves sous-saturées : téphrites et phonolites. Ces éruptions hawaïennes ou stromboliennes se traduisent par l'ouverture de fissures volcaniques qui émettent des coulées de lave. Il est le volcan le plus actif de l'Afrique de l'Ouest avec neuf éruptions au cours du XXe siècle. La première éruption observée remonte au Ve siècle avant J.C. par l'explorateur carthaginois Hannon. Ces coulées de lave atteignent parfois l'océan Atlantique comme c'est le cas en 1922 tandis qu'en 1999, la lave s'est arrêtée à 200 mètres du rivage,. Celle de 1982 a produit des lahars et celle de 2000 un lac de lave,.

### Les lacs Nyos et Monoun
Le lac Nyos (ou lac Lwi) est un lac de cratère volcanique situé dans la province du Nord-Ouest à 1 091 mètres d’altitude, sur le flanc d’un volcan inactif près du mont Oku. Le lac a connu le 21 août 1986 une éruption limnique qui a causé la mort de 1746 personnes dans les villes environnantes. Un séisme ou un glissement de terrain a libéré subitement dans l'atmosphère environ 1 km3 de dioxyde de carbone (CO2) accumulé dans le fond du lac, durant de nombreuses années, par l'activité volcanique sous-jacente. La forte densité du CO2 l'a largement plaqué au sol, le transformant en nappe asphyxiante par privation d'oxygène.
Un autre lac présente au Cameroun les mêmes caractéristiques que le lac Nyos : le lac Monoun. Il contient dans ses eaux 10 millions de m³ de CO2, à comparer aux 300 millions de m³ contenus dans le lac Nyos. En 1984, une éruption se produisit et tua au moins 37 personnes. Une opération de dégazage est aussi menée sur le lac Monoun depuis 2003,.

## Historique sur la connaissance géologique du Cameroun
La connaissance géologique du Cameroun s’est construite durant plusieurs phases d’étude : 
- en 1956, Gazel  J. et al., une premiere synthèse est établie avec une carte géologique du Cameroun au 1/1 000 000 ;
- en 1979, des levées sont effectuées au 1 / 500 000 permettant des précisions restitué sur la carte géologie de la République Unie du Cameroun au 1 / 1 000 000 ;
- durant les années 80, de nombreuses études et thèses d’états (Toteu, Soba, Penaye, Njel) permettent des avancées dans la connaissance géologique du territoire ;
- Regnoult rédige une synthèse en 1986 ;
- durant les années 90-2000, les études, synthèses et datations se poursuivent avec des chercheurs comme Vicat J.P., Tachemeni R., Ngougouno I.

Depuis 2016, un programme de levées géophysique, géologique et géochimique du Cameroun est effectué par le BRGM, GTK et le BEIG3 pour le compte de la Banque Mondiale. Le rendu des levées géologiques est effectués au 1 / 200 000 ainsi que des cartes d’anomalies métalliques et litho-géochimique.